# 木坪金粉蕨
木坪金粉蕨（学名：Onychium moupinense）为中国蕨科金粉蕨属下的一个种。

## 扩展阅读
維基物種上的相關：木坪金粉蕨